# Día Internacional de Plutón
El Día Internacional de Plutón es un evento científico internacional que se celebra cada 18 de febrero para conmemorar el descubrimiento que en 1930 llevó a cabo Clyde Tombaugh de ese objeto celeste. Inicialmente considerado un planeta, desde el 2006 está clasificado como un planeta enano.